# Isosyöte
Isosyöte är en kulle i Finland. Den ligger i Pudasjärvi i landskapet Norra Österbotten, i den norra delen av landet, 600 km norr om huvudstaden Helsingfors. Toppen på Isosyöte är 361 meter över havet.
Terrängen runt Isosyöte är huvudsakligen platt.  Trakten runt Isosyöte är nära nog obefolkad, med mindre än två invånare per kvadratkilometer.